# 35e cérémonie des Filmfare Awards
La 35e cérémonie des Filmfare Awards s'est déroulée en 1990 à Bombay en Inde.

## Palmarès
| Catégorie                                 | Lauréat |
| ----------------------------------------- | --- |
| Meilleur film                             | Maine Pyar Kiya - produit par Tarachand Barjatya - réalisé par Sooraj R. Barjatya - avec Salman Khan, Bhagyashree et Laxmikant Berde |
| Meilleur réalisateur                      | Vidhu Vinod Chopra (Parinda) |
| Meilleur acteur                           | Jackie Shroff (Parinda) |
| Meilleure actrice                         | Sridevi (ChaalBaaz) |
| Meilleur acteur dans un second rôle       | Nana Patekar (Parinda) |
| Meilleure actrice dans un second rôle     | Raakhee (Ram Lakhan) |
| Meilleure prestation dans un rôle comique | Anupam Kher et Satish Kaushik (Ram Lakhan)                                                                                           |
| Meilleur espoir                           | Sooraj R. Barjatya |
| Meilleur compositeur                      | Raam Laxman (Maine Pyar Kiya) |
| Meilleur parolier                         | Asad Bhopali pour « Dil Deewana » (Maine Pyar Kiya)                                                                                  |
| Meilleur chanteur de playback             | SP Balasubramanyam pour « Dil Deewana » (Maine Pyar Kiya)                                                                            |
| Meilleure chanteuse de playback           | Sapna Mukherjee pour « Tirchi Topiwale » (Tridev)                                                                                    |
| Meilleure histoire                        | K. Vishwanath (Eeshwar) |
| Meilleur scénario                         | Shivkumar Subramaniam (Parinda) |
| Meilleurs dialogues                       | Javed Akhtar (Main Azaad Hoon) |
| Meilleure photographie                    | Manmohan Singh (Chandni) |
| Meilleure direction artistique            | - |
| Meilleure chorégraphie                    | Saroj Khan pour « Na Jaane Kaha » (ChaalBaaz)                                                                                        |
| Meilleur son                              | B.K. Chaturvedi (Tridev) |
| Meilleur montage                          | Renu Saluja (Parinda) |

## Récompenses spéciales
- Lux Face : Bhagyashree
- Special Award : Rajesh Khanna

## Récompenses des critiques
| Catégorie     | Lauréat                       |
| ------------- | ----------------------------- |
| Meilleur film | Khayal Gatha de Kumar Shahani |